# Старый Капитолий (Батон-Руж)
Старый Капитолий штата Луизиана — историческое здание правительства штата Луизиана (Соединённые Штаты Америки) в столице штата городе Батон-Руж, в настоящее время — музей. Национальный исторический памятник США с 1974 года.
В 1846 году законодательное собрание штата Луизиана приняло решение о переносе резиденции правительства штата из Нового Орлеана, бывшего в ту пору четвёртым по величине городом США, в небольшой город Батон-Руж с населением менее трёх тысяч человек. 21 сентября 1847 года город безвозмездно предоставил штату для строительства капитолия участок земли ценой в 20 тысяч долларов на высоком берегу Миссисипи; по преданию, именно здесь располагался индейский «красный столб», давший название городу. Нью-Йоркский архитектор Джеймс Харрисон Дейкин не стал, как в других штатах, подражать столичному Капитолию, а спроектировал для Луизианы подобие средневекового готического замка с видом на реку. В 1859 году здание удостоилось высокой оценки самого авторитетного тогда в южных штатах журнала De Bow's Review.
Когда в 1862 году в боях Гражданской войны Батон-Руж был захвачен войсками адмирала Фаррагута, северяне разместили в Капитолии тюрьму, а позже казарму цветных частей генерала Калвера Гровера. Здание сильно пострадало в двух пожарах, и после того как его покинула Армия Союза, выглядело довольно жалко. Тем не менее, благодаря реконструкции под руководством Уильяма Альфреда Фререта, законченной к 1882 году, Капитолий штата Луизиана обзавёлся подлинными жемчужинами интерьера — центральной винтовой лестницей и витражным куполом над ней.
Правительство штата покинуло Замок на реке в 1932 году, переехав в новое здание Капитолия чикагской архитектурной школы. Здесь располагались офисы федеральных служб и ветеранские организации. В конце XX века здание отреставрировали и с 2010 года в Старом Капитолии разместился Музей политической истории.
В музее восстановлены историческая приёмная и кабинет губернатора штата. Отдельная экспозиция посвящена Хьюи Лонгу, знаменитому губернатору Луизианы и одному из двух за всю историю США сенаторов, убитых на своём посту. Здесь проводятся массовые собрания и театральные постановки, в том числе ежегодный исторический бал, где гости, одетые по моде XVIII—XIX веков, возрождают танцы и культуру французского периода.